# Cuorgnè
Cuorgnè is een gemeente in de Italiaanse provincie Turijn (regio Piëmont) en telt 10.084 inwoners (31-12-2004). De oppervlakte bedraagt 19,4 km², de bevolkingsdichtheid is 520 inwoners per km².
De volgende frazioni maken deel uit van de gemeente: Campore, Ronchi San Bernardo, Ronchi Maddalena, Salto.

## Demografie
Cuorgnè telt ongeveer 4341 huishoudens. Het aantal inwoners daalde in de periode 1991-2001 met 2,1% volgens cijfers uit de tienjaarlijkse volkstellingen van ISTAT.
| Jaar | Inwoneraantal |
| ---- | ------------- |
| 1991 | 10.248        |
| 2001 | 10.032        |

## Geografie
Cuorgnè grenst aan de volgende gemeenten: Castellamonte, Pont-Canavese, Borgiallo, Chiesanuova, Alpette, San Colombano Belmonte, Canischio, Valperga, Prascorsano.